# Eleonora Säfström
Ulrika Eleonora Säfström, född i Stockholm den 9 oktober 1770, död den 9 juni 1857, var en svensk skådespelare. Säfström var engagerad vid Stenborgs Teater 1787–1796 och vid Dramaten från 1796 till 1806, och tillhörde de mer berömda scenkonstnärerna under den gustavianska tiden. Vid Stenborgs Teater anses hon och Lisette Stenberg ha varit de främsta skådespelerskorna. Även på Dramaten betraktades hon som ett stjärnskott.   

## Biografi
Säfström var dotter till bruksinspektoren Johan Fredrik Säfström och Brita Christina Lindholm och tvilling till Eva Säfström. Säfström anställdes tidigt vid Operans kör med sin tvilling: 1785 nämns en ”m:ll Säfström”, och året därpå en m:ll Säfström den äldre och en m:ll Säfström den yngre, båda med en lön på 30.
Hon ska vid 17 års ålder varit förlovad med greve F. Posse, som dog tidigt: hans brev begravdes med henne på hennes önskan.

### Karriär vid Stenborgs Teater
Säfström debuterad 18 september 1787 på Stenborgs Teater i rollen som Perrette i Slåtterölets efterpjäs De båda jägarne och mjölkflickan.  Hon gjorde succé vid sin debut, beskrevs som sylfidiskt vacker, själfull och intagande, ansågs sjunga med ”välklingande, behaglig röst, som smekte åhörarnas öron”, och visa prov på att bli en av teaterns ”förnämsta prydnader”. Hon fick genast en stor repertoar, och hon fick spela Fiken i Kopparslagaren, Fanchette i Tunnbindaren, Lesbina i Don Micco och Lesbina och Serpilla i Bajocco och Serpilla under en period av två veckor.
Hon spelade främst älskarinneroller, det vill säga hjältinneroller. Bland hennes roller fanns Susanna i Figaros bröllop (1792), titelrollen i Minna von Barnhelm (1793), Isabella i Den värdiga medborgaren, titelrollen i Beaumarchais’ Eugenie, Marie i Den besynnerlige, fru Beverli, och byxrollen Dorval i Den förlorade pupillen (1790). I rollen som fru Orlheim i Grefven av Oldsbach (1790) sades hon spela ”med en eld, en känsla, som smält hvarje hjärta och ryckt tårar ur hvarje öga”. Hon var populär som titelrollerna i operetterna Nina (1792) och Azemia (1793), som beskrivs som hennes paradroller. Som den psykiskt sjuka Nina i Nina beskrivs hon som ”oemotståndligt rörande” som ”den av kärlek svagsinta”, som blir frisk då hon återförenas med sin älskare. Detta var hennes paradroll tillsammans med Azemia: den spelades 52 gånger, och hon kallades: ”såsom älskarinna i dramen en af de yppersta sujetter Stenborgs teater någonsin ägt”. Hon kallades ofta teaterns ”första aktris”, och kallades jämsides med Lisette Stenberg för främsta kvinnliga stjärna.
Säfström beundrade Gustav III, och närvarade vid Mordet på Gustav III under maskeradbalen på Operan 1792.
Då hon 1788 spelade Belinde infördes en dikt i Stockholmsposten, ”Till Mademoiselle Eleonora Säfström, då hon på Nya svenska teatern spelade i operan Colonien Belindes roll den 23 sistlidna maj”: 
Vid hafvets svall, bestört och rädd,
i en bedröflig dräkt och prydnad,
stod du vid strandens nakna brädd,
begrät din frihet med den lydnad,
som grymhet alltid väntar sig.
Ack hvad din sång min stolthet delte!
Jag ber dig – spela som du spelte,
att än en gång förtjusa mig.
Avsändaren anses vara Bellman.

### Karriär på Dramaten
Efter säsongen 1795–96 engagerades Säfström vid Dramaten. Carl Stenborg stämde henne 1 augusti 1795 för att hon vägrat spela de återstående tre månaderna efter sin uppsägning 27 juni då de inte haft någon skriftlig överenskommelse. Stenborg vann målet, men snart förekom hon på Dramatens affischer, och hon debuterade på Dramaten 17 november 1795 som fru Strömmer i De okända. Hon fick 1 april 1796 ett kontrakt på 400 och rätt till en recett om året.
På Dramaten spelade hon Amalia i Världsförakt och ånger, grevinnan Walltron i Grefven av Walltron eller Subordinationen (1795), Margareta i Helmfelt (1796), fru Länk i Sladdret eller Fjäskens mirakler, Zenobie i Rhadamist och Zenobie. Trots att hon fick flera större roller på Dramaten lyckades hon dock aldrig helt slå igenom där. Hon ska ha betraktats som ett hot av etablerade kolleger och ha utsatts för intriger. Hon gjorde några gästspel på Stenborgs teater under 1798, och fick även där en recett.

### Senare liv
Säfström spelade Kammarrevisionsrådinnan i Det oskyldiga bedrägeriet 3 mars 1802 på sin recett, vilket blev hennes sista roll. Strax efter träffades hon i huvudet av ett nedfallande isblock från ett tak och blev sängliggande i feber ett helt år. I tre år därefter var hon sjukskriven av depression och ”nervsjuka” tills hon år 1806 sades upp. Hon ansökte 21 januari 1806 hos kungen om pension fram till sitt eventuella giftermål för att försörja sin gamla mor, med intyg både från en läkare och från teatern om att hon alltid hade fyllt sina uppgifter till hon utan egen förskyllan tvingades sluta, men nekades.
Efter hennes mors död 1807 bosatte sig Säfström hos sin tvilling Eva, som var gift med friherre Vilhelm Ludvig von Kaulbars och bosatt i Ystad. I Ystad drev hon småbarnsskola. Hon beskrevs där av en militär som en trevlig gammal dam, med många spirituella minnen från den gustavianska tiden.
Hennes miniatyrporträtt av J. E. Bolinder från 1799 finns på Nationalmuseum.